# Бірлік (ногайський рух)
«Бірлік» (بيرليك) («Єдність») — російська громадська організація, що представляє інтереси ногайців (نوغاي). Створена у грудні 1989 року на з'їзді ногайського народу. Один із засновників — Б. А. Кельдасов.
Ставить за мету об'єднання ногайців, що живуть у Ставропольському краї, Дагестані, Астраханській області, Карачаєво-Черкеській та Чеченській Республіці . У статуті організації зазначено, що «Бірлік» «ставить за мету сприяти єднанню ногайського народу демократичними методами та створити свою національну освіту у складі РФ».
Головою виконкому організації станом на лютий 2010 року був Янгурчі Аджієв.